# Raymond D. Mindlin Medal
Die Raymond D. Mindlin Medal der American Society of Civil Engineers (ASCE) wird seit 2009 für herausragende Leistung in angewandter Festkörpermechanik vergeben. Sie ist nach Raymond D. Mindlin benannt.

## Preisträger
- 2009 Jan D. Achenbach
- 2010 Frank L. Dimaggio
- 2011 Leon M. Keer
- 2012 Yih-Hsing Pao
- 2014 Junuthula N. Reddy
- 2015 Zdeněk P. Bažant
- 2018 James R. Rice
- 2019 Roberto Ballarini
- 2020 Glaucio H. Paulino
- 2021 Marco Amabili
- 2022 Somnath Ghosh
- 2024 Jiun-Shyan Chen
- 2025 Anthony M. Waas